# Richard Sibbes

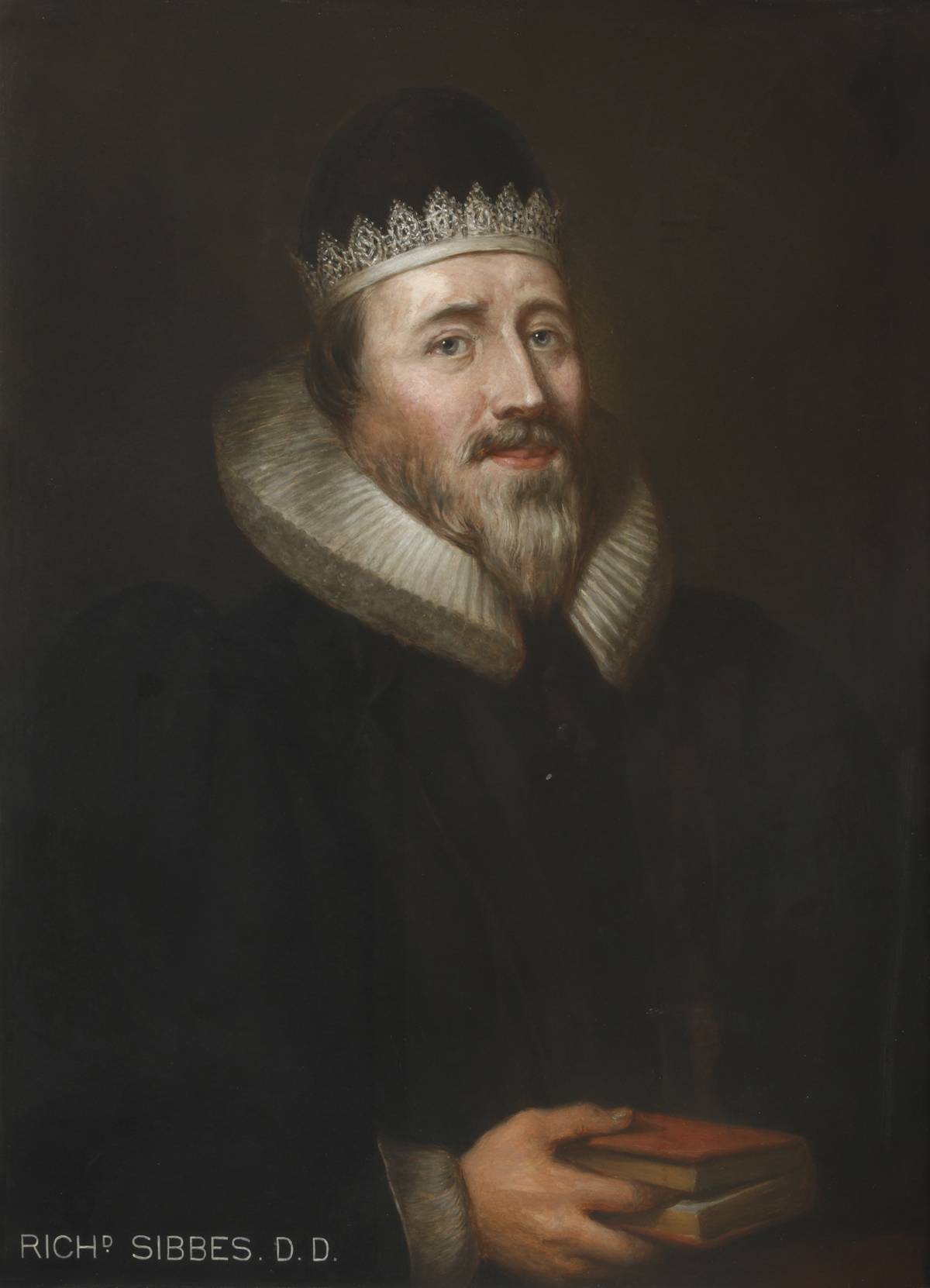
Richard Sibbes

Richard Sibbes (Tostock, Suffolk, 1577 – Londen, 1635) was een Brits puriteins theoloog binnen de Anglicaanse Kerk.
Sibbes studeerde aan het St. John's College in Cambridge. In 1610 promoveerde hij en werd hij lector aan het Holy Trinity College eveneens in Cambridge. In 1615 werd het lectoraat door de aartsbisschop van Canterbury, William Laud, ontnomen. In 1616 werd hij echter benoemd tot predikant van Grays Inn in Londen. In 1626 keerde hij terug naar Cambridge, omdat hij benoemd werd tot rector van St. Catherine Hall.
Sibbe was bevriend met theoloog John Preston, die rector was van een andere hogeschool in Cambridge.

## Belangrijk werken
- The Saint's Cordial (1629)
- The Bruised Reed and Smoking Flax (1631)
- The Soules Conflict (1635)

Nederlandse vertalingen:
- Het gekrookte riet en de rokende vlaswiek (J.P. van den Tol, Dordrecht, 1974)
- Het gekrookte riet en de rokende vlaswiek (Den Hertog, Houten, 2004)
- Een verzegelde fontein (De Roo, 2012)

## Bekende spreuken van Sibbes
- Er is meer genade in Christus, dan zonde in ons.
- Het is beter om gekneusd naar de hemel te gaan dan gezond naar de hel.
- Zoals de winter de aarde voorbereidt op de lente, zo bereiden geheiligde tegenspoeden de ziel voor de heerlijkheid.